# 1937 год в истории железнодорожного транспорта
1937 год в истории железнодорожного транспорта

## События
- 7 марта Северо-Кавказская железная дорога была переименована в Орджоникидзевскую железную дорогу.
- 2 мая в Кратово открыта Малая Московская детская железная дорога.
- 25 ноября открыта железная дорога Локарно-Домодосолла.
- Ворошиловградский паровозостроительный завод переходит на серийное производство паровозов ИС.
- Во Франции основана Национальная компания французских железных дорог (SNCF).
- В СССР начался выпуск стальных литых вагонных тележек повышенной прочности и надёжности, а также устройств автосцепки.[1]
- Для советских железных дорог разработана первая система механического автостопа с автоматической локомотивной сигнализацией.[1]
- На Всемирной выставке в Париже советский паровоз ИС был удостоен Гран-при, а польский Pm36 — золотой медали[2].

## Новый подвижной состав
- В СССР Коломенский завод изготовил первый экземпляр опытного скоростного паровоза 2-3-2.
- В Польше начат выпуск паровозов Ty37 и Pm36.
- В Германии на начался выпуск паровозов DRB 41.
- Построен паровоз 5972 «Olton Hall», известный ныне по фильмам о Гарри Поттере.

## Персоны

### Родились
- 10 апреля Генна́дий Матве́евич Фаде́ев — российский политический деятель, министр путей сообщения в 1992—1996, 2002—2003 годах. Первый Президент ОАО «РЖД».

### Скончались
- 16 мая — Хорват, Дмитрий Леонидович — русский генерал-лейтенант, инженер-путеец по образованию, с 1903-го года — руководитель строительства затем вплоть до марта 1918-го года Управляющий Китайско-Восточной железной дорогой.
- 21 ноября — Тынышпаев, Мухамеджан Тынышпаевич — казахский общественный деятель, железнодорожник, активный участник проектирования и строительства Туркестано-Сибирской магистрали.